# Сіануквіль
Сіануквіль (кхмер. ក្រុងព្រះសីហនុ — Krong Preah Sihanouk) — місто та одночасно й провінція у Камбоджі, головний морський порт країни та курорт.

## Географія
Знаходиться за 200 км на південний захід від Пномпеня.

### Клімат
Місто знаходиться у зоні, котра характеризується мусонним кліматом. Найтепліший місяць — квітень із середньою температурою 28.5 °C (83.3 °F). Найхолодніший місяць — січень, із середньою температурою 25.9 °С (78.6 °F).
| Клімат Сіануквіля       | Клімат Сіануквіля | Клімат Сіануквіля | Клімат Сіануквіля | Клімат Сіануквіля | Клімат Сіануквіля | Клімат Сіануквіля | Клімат Сіануквіля | Клімат Сіануквіля | Клімат Сіануквіля | Клімат Сіануквіля | Клімат Сіануквіля | Клімат Сіануквіля | Клімат Сіануквіля |
| Показник                | Січ.              | Лют.              | Бер.              | Квіт.             | Трав.             | Черв.             | Лип.              | Серп.             | Вер.              | Жовт.             | Лист.             | Груд.             | Рік               |
| Середня температура, °C | 25,9              | 26,6              | 27,6              | 28,5              | 28,5              | 27,6              | 27,4              | 27,3              | 27,2              | 27,1              | 26,7              | 26                | 27,2              |
| Норма опадів, мм        | 39.4              | 42                | 85.8              | 132               | 230               | 367.2             | 379.9             | 515.8             | 363.9             | 291               | 193.6             | 84.2              | 2724.8            |
| Днів з опадами          | 5,3               | 4,7               | 6,2               | 8,8               | 17,3              | 19                | 19,6              | 20,3              | 20,7              | 19,3              | 13                | 7,9               | 162,1             |
| Вологість повітря, %    | 72.4              | 74.4              | 74.6              | 75.5              | 79.7              | 81.6              | 82.5              | 82.7              | 83                | 84                | 78                | 73.3              | 78.5              |
| ----------------------- | ----------------- | ----------------- | ----------------- | ----------------- | ----------------- | ----------------- | ----------------- | ----------------- | ----------------- | ----------------- | ----------------- | ----------------- | ----------------- |
| Джерело: Weatherbase    |                   |                   |                   |                   |                   |                   |                   |                   |                   |                   |                   |                   |                   |

## Назва
Місто назване на честь короля Нородома Сіанука, назва буквально означає «Місто Сіанука». Як відомо, король Нородом Сіанук в Камбоджі вважається батьком нації, тому що він був головним пропагандистом за незалежність країни від Франції в 1953 році.
Більш детально назва «Сіанук» походить від двох санскритських слів: «Сіха» і «Хану». «Сіха» означає лев. Це слово походить від санскритського «Сімха» (सिंह siMha). Іншим прикладом є назва Сінгапур. «Ханук» від «Хану», що означає «Щелепи». Таким чином, Сіанук є «Щелепи лева».
Після поверження короля Сіанука, місто було перейменовано у «Кампонгсаом», що означає «Приємний порт», але потім пізніше назву «Сіануквіль» повернули.

## Історія
Місто було засноване у 1950-ті роки ХХ ст. після отримання незалежності від Франції, як глибоководний порт на березі Сіамської затоки для пожвавлення міжнародної торгівлі. Проект будівництва був під контролем уряду Нородом Сіанука, його спонсорували французи, а американці побудували автотрасу до столиці.
Будівництво порту почалося в 1955 році, і більшість сімей будівельників залишилися в районі порту, фактично ставши першими жителями.
Після падіння режиму червоних кхмерів у 1979 році порт Сіануквіль виявила велике значення в розвитку країни. З відкриттям ринків в 1999 році порт став одним з головних місць економічно зростаючої Камбоджі.
В 1990-ті місто інтенсивно розвивалось.
Статус провінції місто отримало 2008 року.

## Адміністративний поділ
Сіануквіль є містом центрального підпорядкування (кронг) й поділяється на три райони (кхан), що складаються з 22-х кварталів (сангкат), порт має автономну адміністрацію.
Райони Сіануквіля:
- Міттапхеап (5 комун, 19 селищ)
- Прей Ноп (14 комун, 65 селищ)
- Стинг Хау (3 комуни, 10 селищ)

## Населення
Населення 199 902 чол. (2008, включно із сільськими комунами). Міське населення становить 89 846 чол. (2008).
Основна етнічна група — кхмери, також є й інші групи, такі як в'єтнамці, китайці, тайці, французи, британці, корейці та американці, завдяки особливому туристичному статусу та морському порту.

## Економіка
Економіка міста насамперед пов'язана із морським портом для імпорту та експорту продукції усієї Камбоджі. Місто має також нафтовий термінал та порт вантажних контейнерів.
Інші види діяльності в економіці включають рибальство, аквакультура, сільське господарство (вирощують рис, овочі та фрукти), гірничодобувна промисловість, заводи (заморожені креветки, одяг) і великий пивоварний завод (пиво Ангкор), нерухомість та обслуговування туристичної інфраструктури.
Збільшення туризму призвело до будівництва нових готелів та розширення туристичної інфраструктури. Завдяки іноземним та національним інвестиціям збільшується кількість туристів до міста.

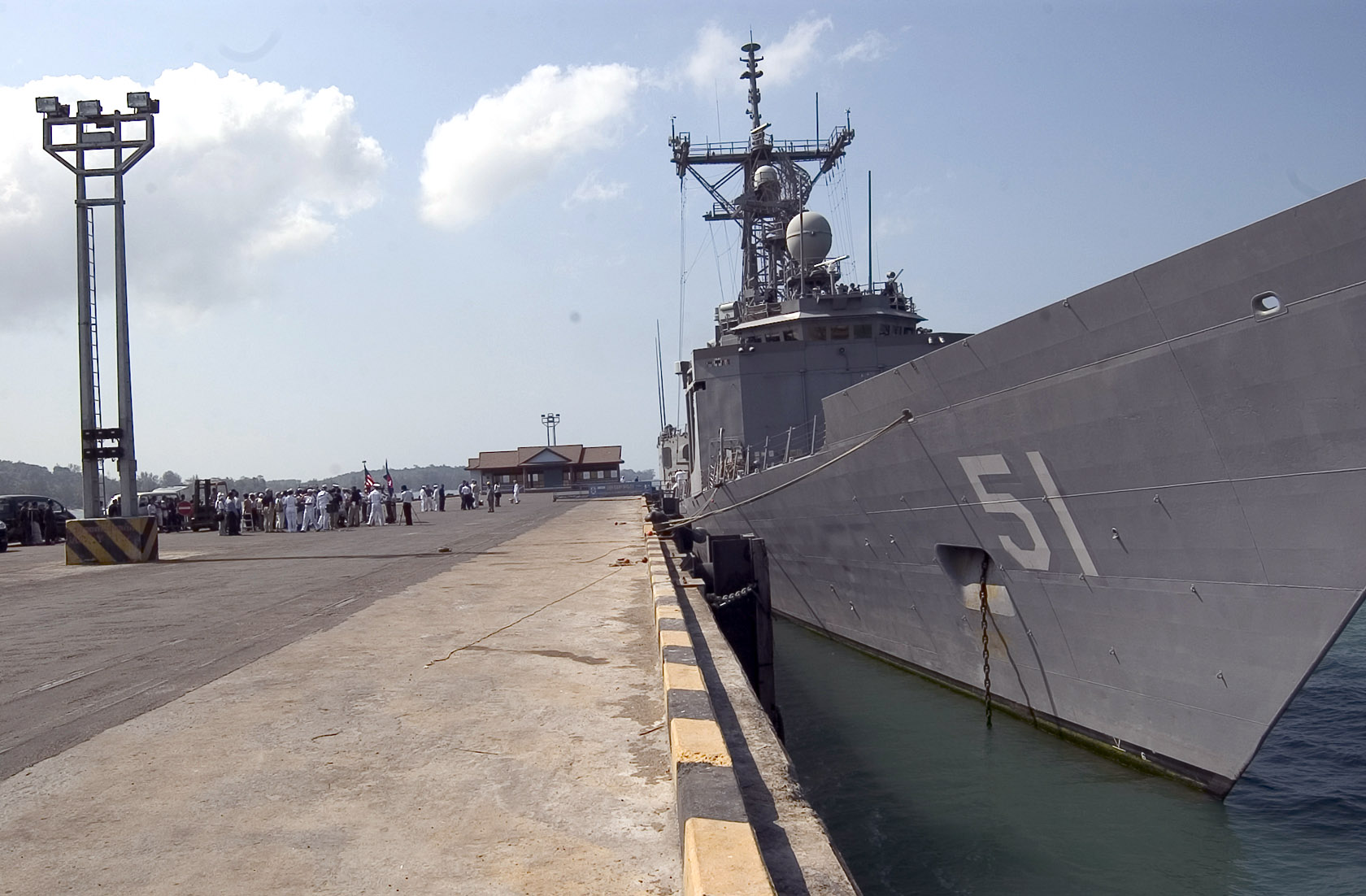
Американський корабель в порту Сіануквіля

### Порт
Будівництво порту було завершено в 1960 році, коли він став міжнародним морським портом Камбоджі. У порту може знаходитись одночасно чотири середньотоннажних судна. Порт розташований за 18 км від аеропорту «Кан Кен» та 4 км від центру міста Сіануквіль.

## Туризм

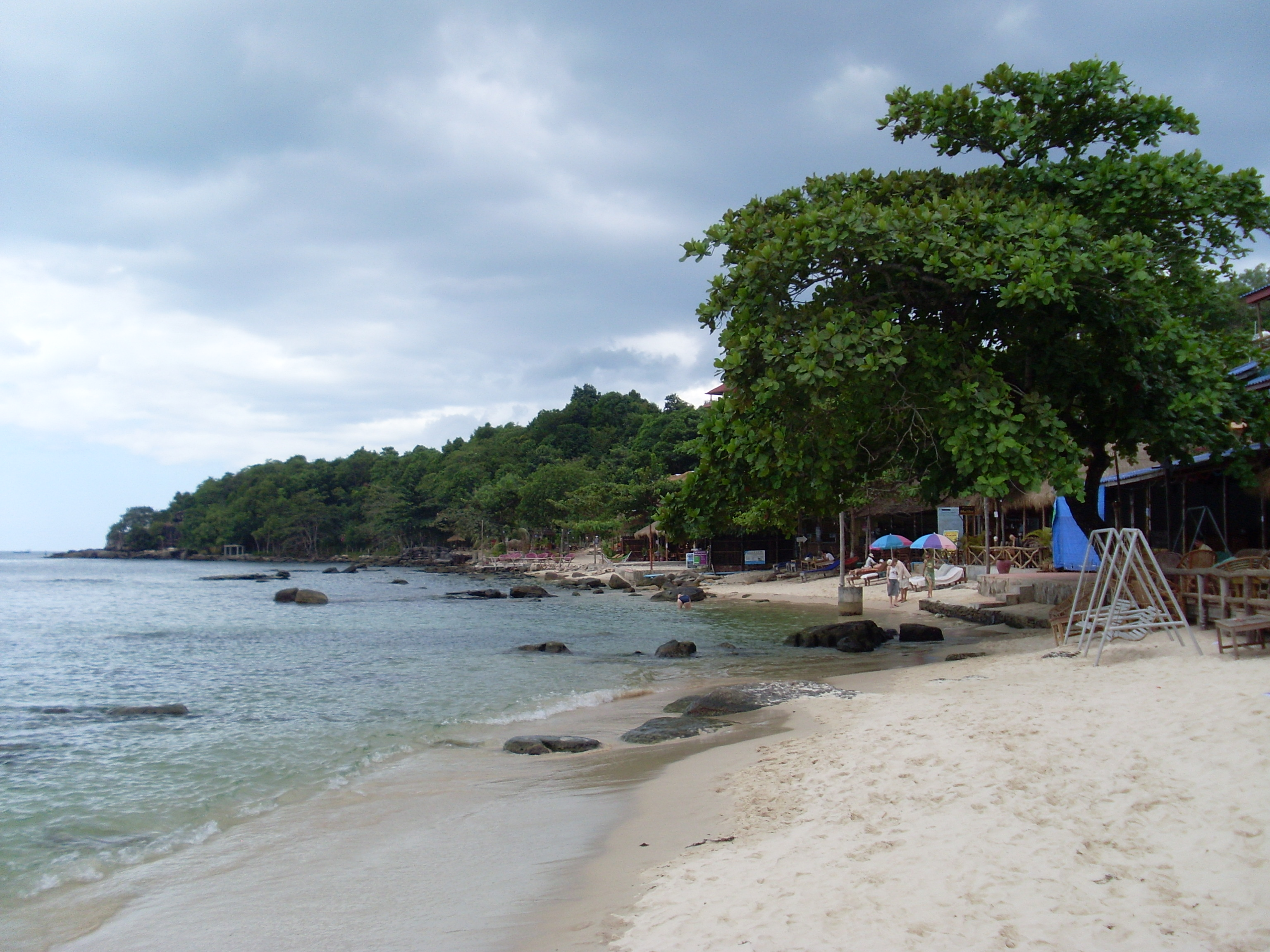
Пляж в Сіануквілі

Сіануквіль — пляжний курорт, який тільки розвивається. Визначні місця міста — це пляжі та острови. Місто має туристичну інфраструктуру, включно із готелями, кафе, ресторанами, дайвінґ-центрами, турагентствами.
На території міста-провінції знаходиться Національний парк Рім.

## Міста-побратими
- Маямі
- Сієтл